# Територіальний розвиток Канади
Канада стала самостійною у 1867, коли три провінції Британської Північної Америки були об'єднані у домініон. У ході створення домініону франкомовна провінція Канада була розділена на дві (Квебек і Онтаріо), а до них було приєднано ще дві англомовні провінції (Нова Шотландія і Нью-Брансвік). Крім того Велика Британія поступилася Канаді своїми володіннями в Північній Америці
Зовнішні кордони Канади змінювалися сім разів, а в ході розвитку кількість регіонів зросла від чотирьох провінцій до десяти провінцій і трьох територій.

## Шкала часу

### 1 липня 1867

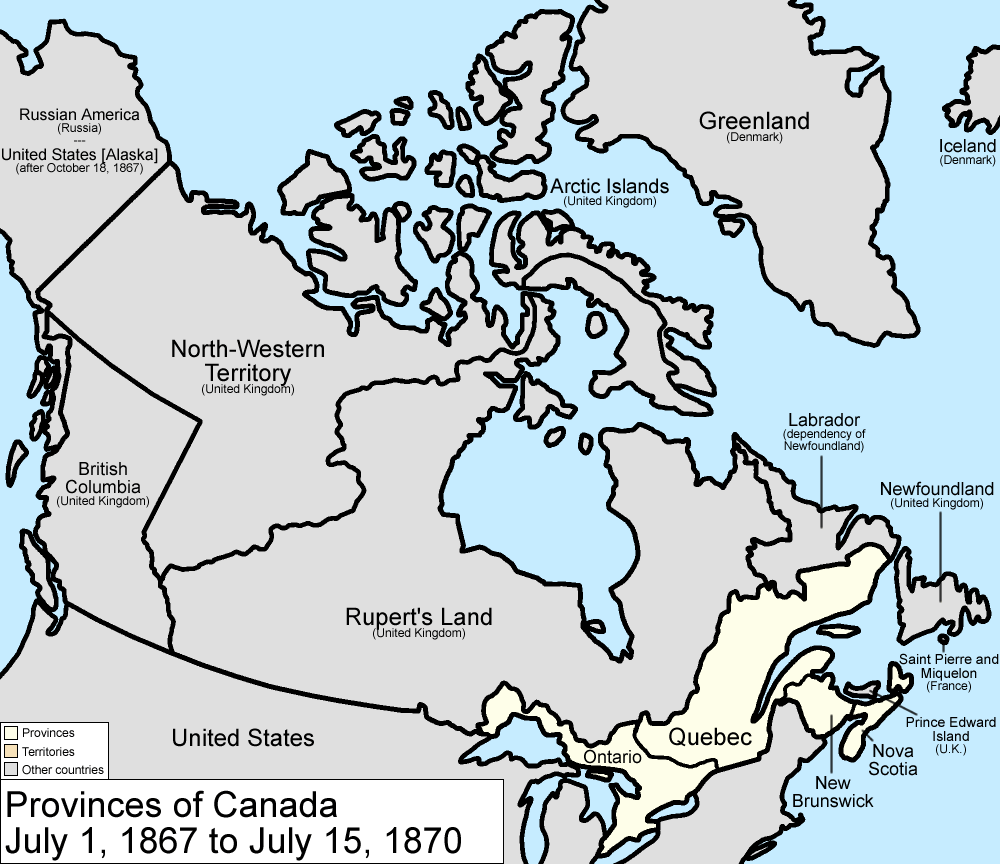
Канада у 1867—1870

Домініон Канада було створено з трьох провінцій Британської Північної Америки: провінції Канада, яка була розділена на дві провінції Онтаріо і Квебек, і колоній Нью-Брансвік і Нової Шотландії.

### 15 липня 1870

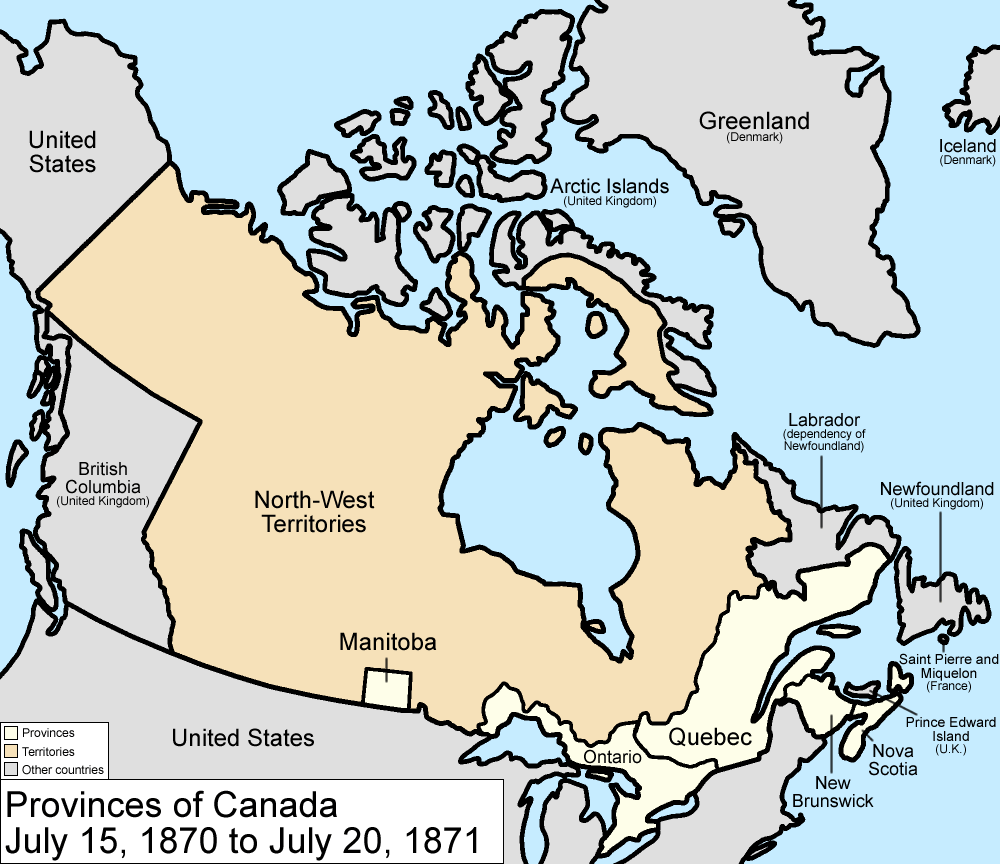
Канада у 1870—1871

Велика Британія поступилася на користь Канади більшу частину своїх володінь у Північній Америці: Землю Руперта і Північно-Західну територію, що стали Північно-Західними територіями. Договір 1868 про Землю Руперта передавав ці землі Канаді в 1869, але на ділі це було здійснено лише в 1870, коли 300 000 фунтів стерлінгів були заплачені Компанії Гудзонової затоки. Згідно з Манітобським актом на  невеликій частині Землі Руперта - колонії Ред-Рівер, що оточувала місто Вінніпег, було створено провінцією Манітоба.

### 20 липня 1871

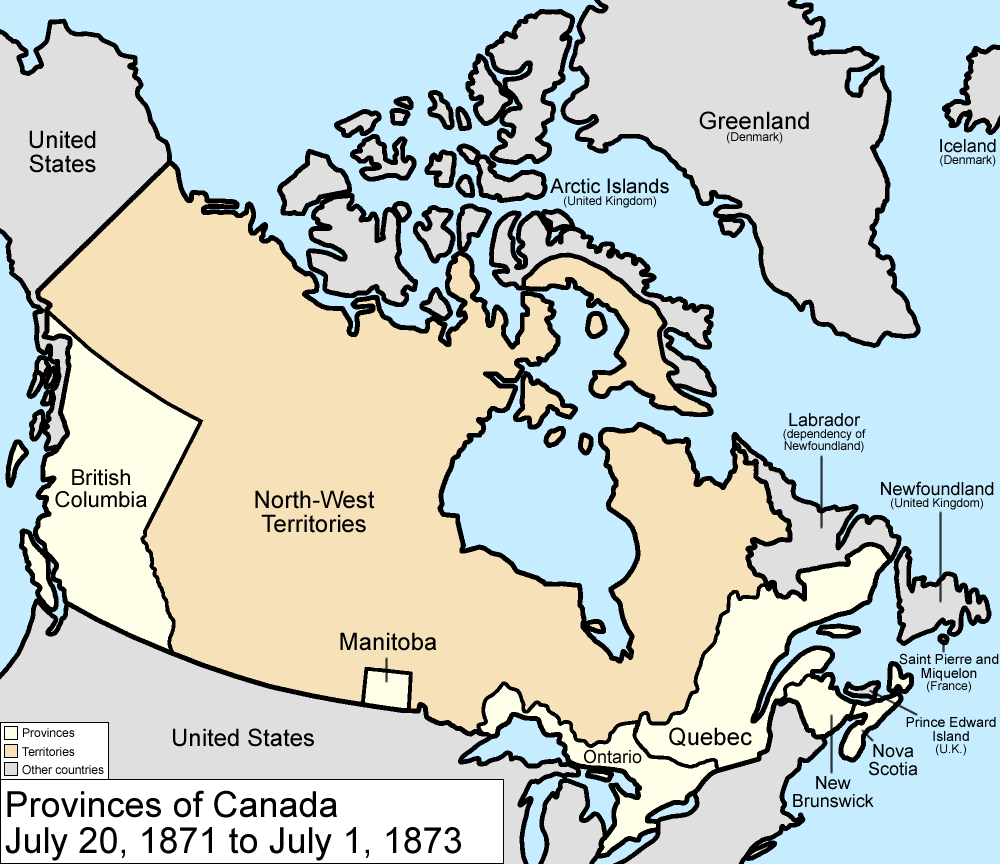
Канада у 1871—1873

Британська колонія Британська Колумбія приєдналася до Канади як шоста провінція.

### 1 липня 1873

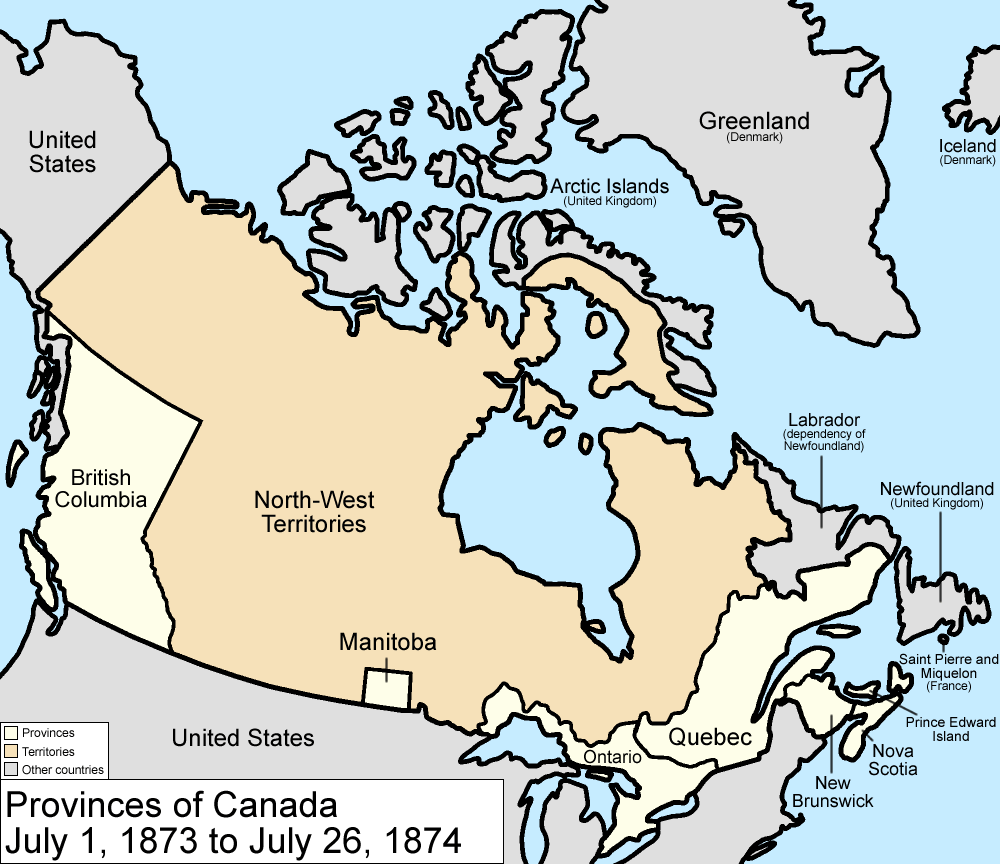
Канада у 1873—1874

Британська колонія Острів Принца Едуарда приєдналася до Канади як сьома провінція.

### 26 липня 1874

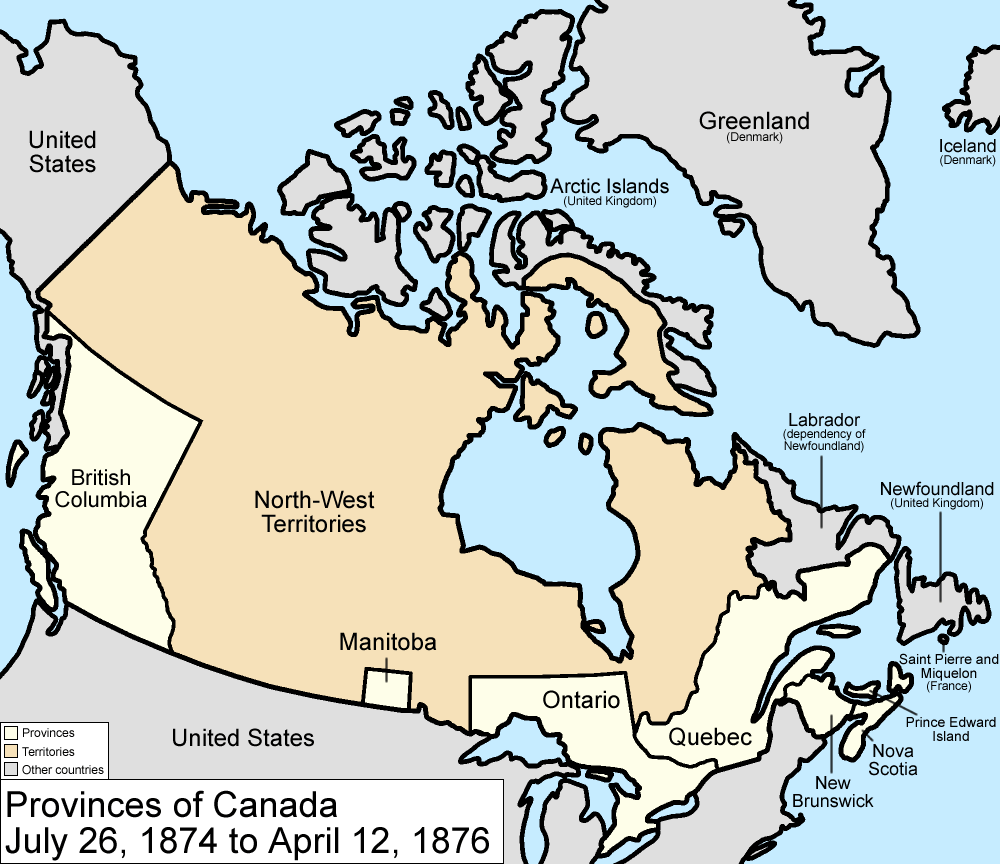
Канада у 1874—1876

Межі провінції Онтаріо були розширені на північ і захід

### 12 квітня 1876

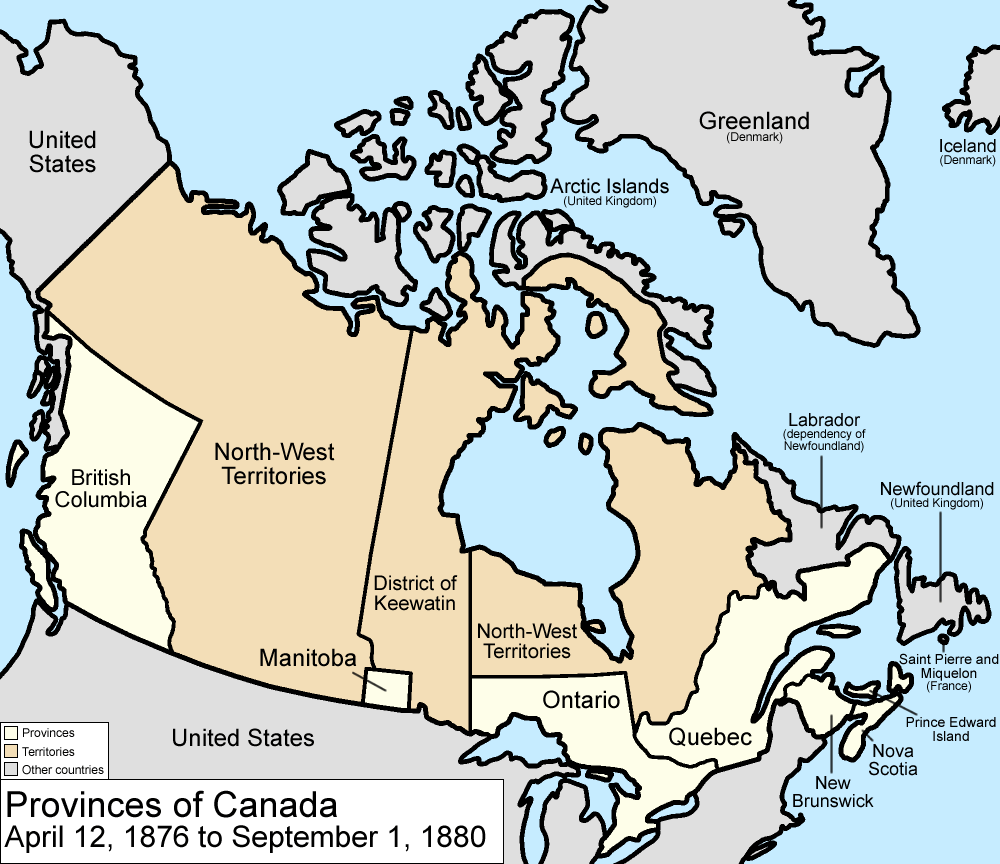
Канада у 1876—1880

12 квітня 1876 з Північно-Західних територій було виділено округ Ківатін, що розділив Північно-Західні території

### 1 вересня 1880

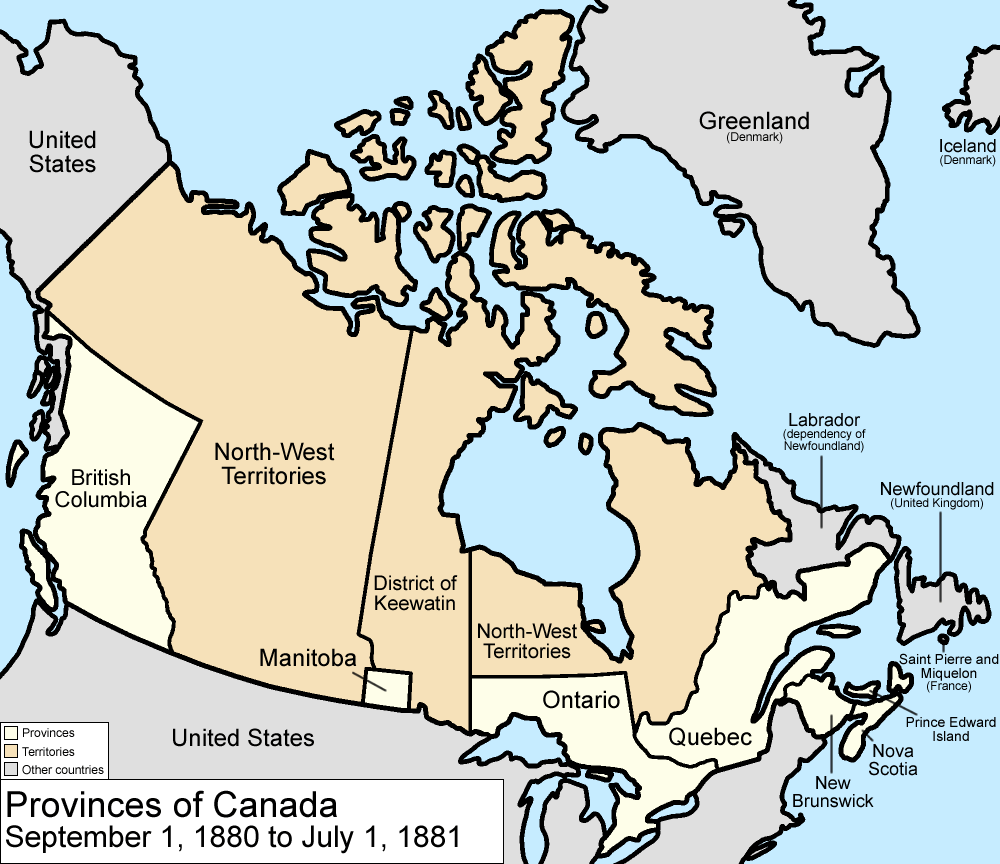
Канада у 1880—1881

Велика Британія поступилася своїми Арктичними островами на користь Канади, вони увійшли у склад Північно-Західних територій.

### 1 липня 1881

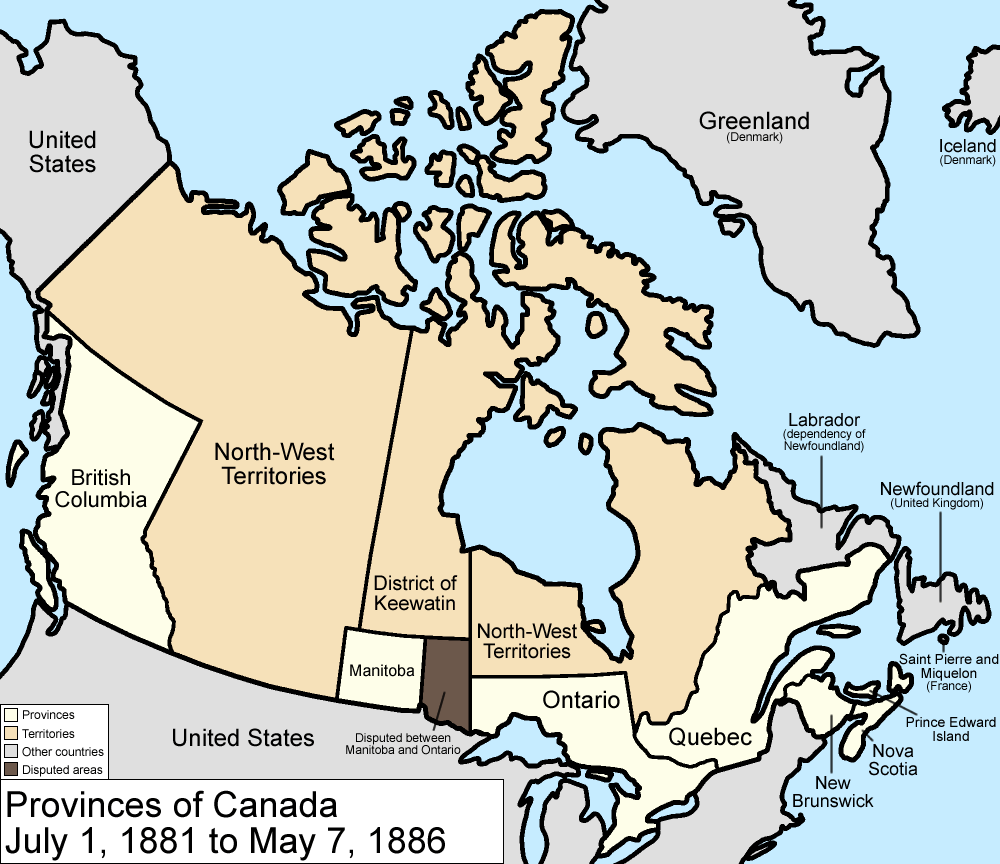
Канада у 1881—1886

Межі Манітоби були розширені за рахунок округу Ківатін до західних кордонів Онтаріо. Але частина цих територій оспорювалося Онтаріо

### 7 травня 1886

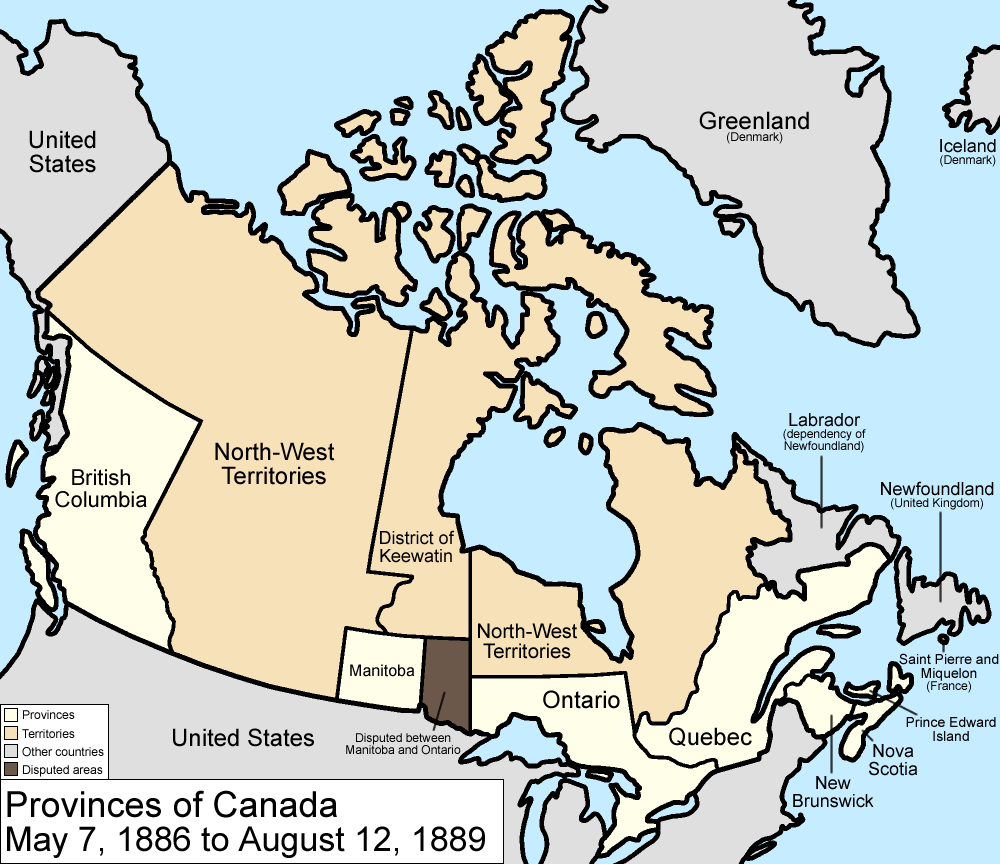
Канада у 1886—1889

Південно-західна межа округу Ківатін була змінена, щоб відповідати кордонам нових тимчасових округів Північно-Західних територій, створених у 1882 повертаючи деякі терени Північно-Західним територіям

### 12 серпня 1889

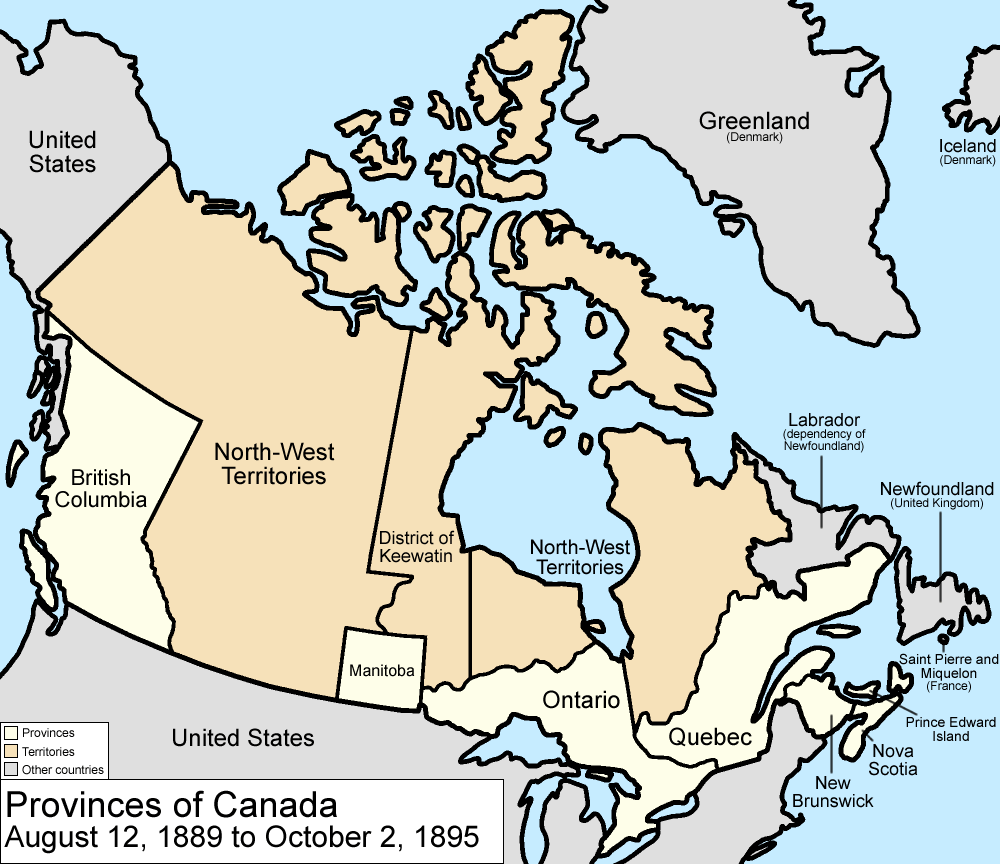
Канада у 1889—1895

Суперечка між Манітобою і Онтаріо закінчився тим, що межі Онтаріо були згідно з Актом про Канаду 1889  (пункт межі Онтаріо) розширилися на захід до озера  Лісового і до річки Олбані.

### 2 жовтня 1895

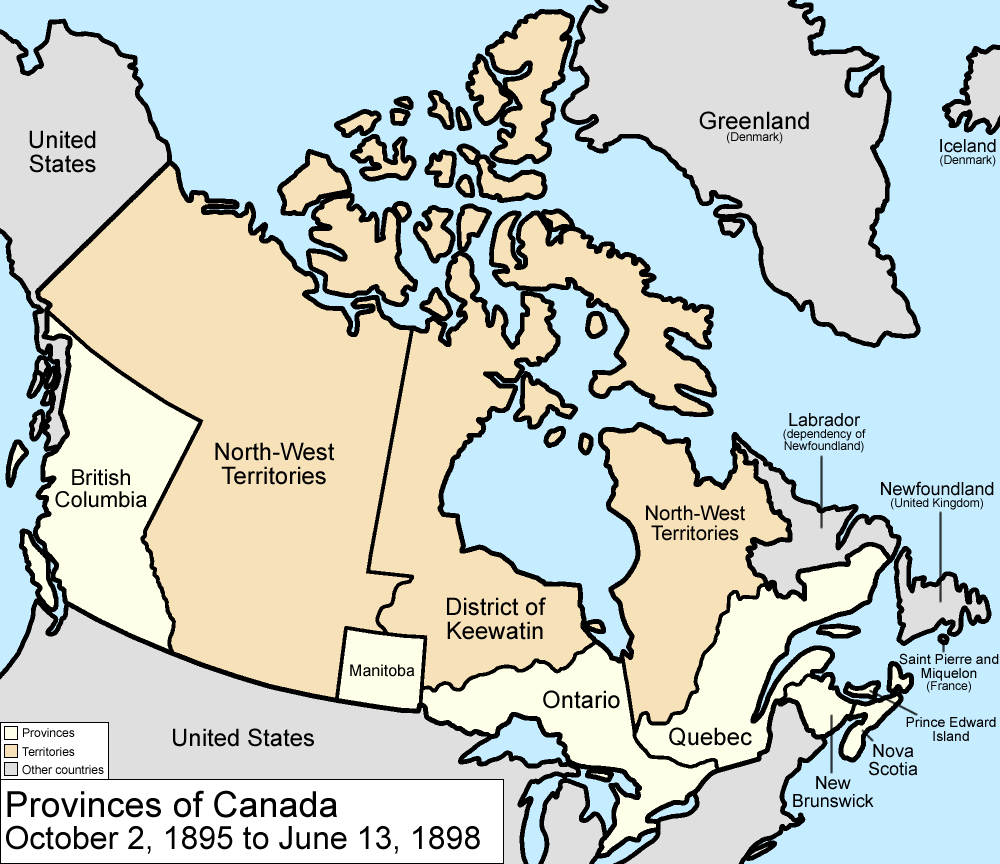
Канада у 1895—1898

Округ Ківатін приєднав частину Північно-Західних територій на північ від Манітоби на материку, і всі острови на узбережжі Гудзонової затоки, а також заток Джеймса і Унгава. Частина теренів між округом Ківатін, Онтаріо, і Гудзоновою затокою не було включено в округ Ківатін. У Північно-західних територіях було сформовано чотири додаткових тимчасових округи: округ Юкон, округ Унгава, округ Маккензі і округ Франклін.
1897
Були змінені межі округу Ківатін. До його складу увійшли острів Саутгемптон, острів Котс острів Акіміскі тощо.

### 13 червня 1898

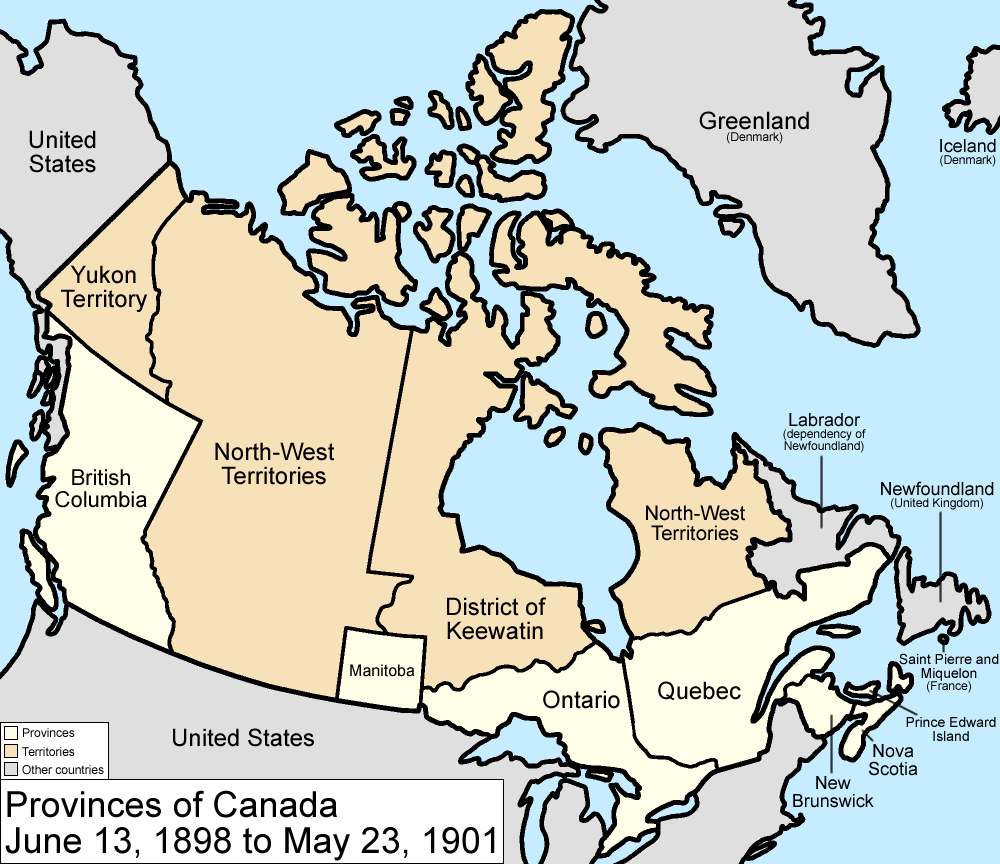
Канада у 1898—1901

Територія Юкон була створена з округу Юкон (у північно-західній частині Північно-Західних територій), а Квебецький прикордонний розширювальний акт 1898 року, пересунув кордон Квебеку на північ до ріки Істмейн.

### 23 травня 1901

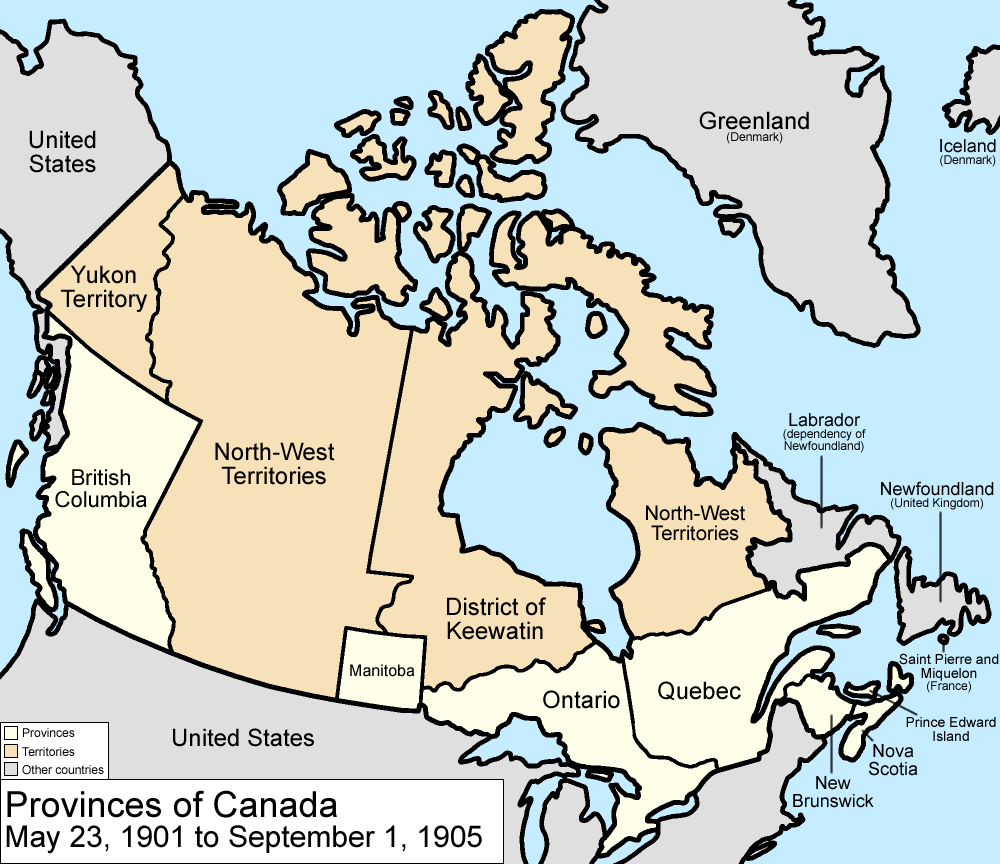
Канада у 1901—1905

Східний кордон території Юкон пройшла по річці Пеллі.
20 жовтня 1903
Прикордонний спір про Алясці було вирішене на користь Сполучених Штатів.

### 1 вересня 1905

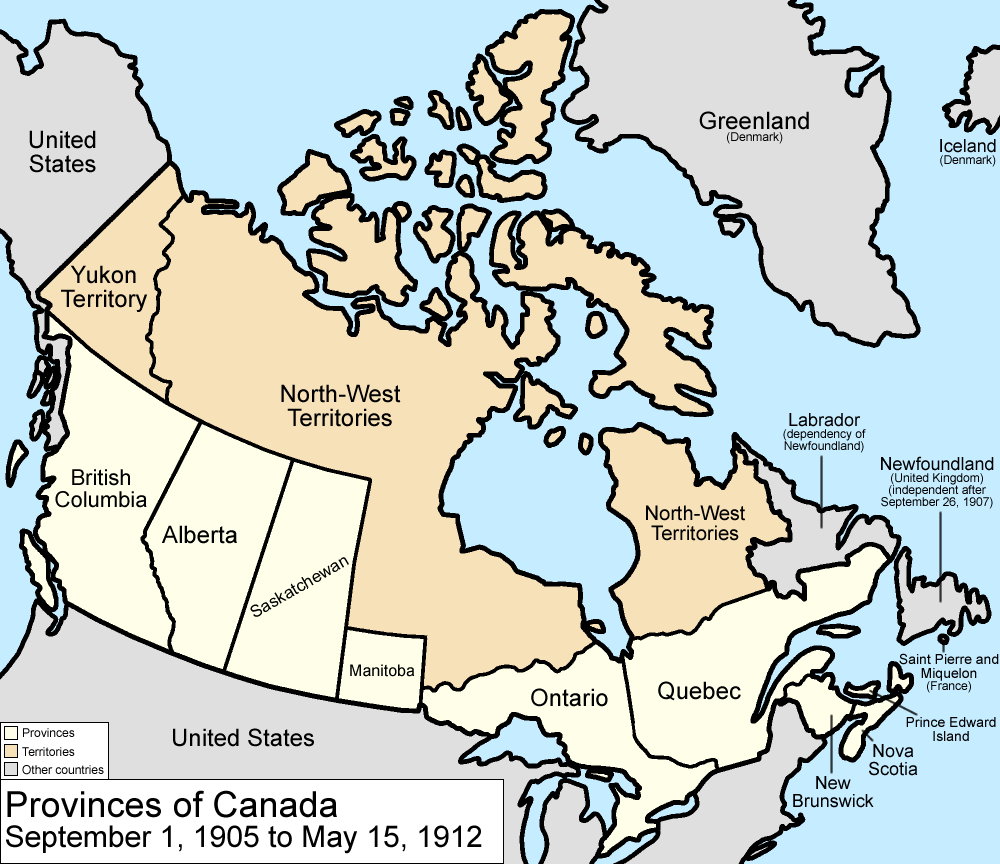
Канада у 1905—1912

З Північно-Західних територій були виділені провінції Альберта і Саскачеван. Західний кордон Саскачевана і східний кордон Альберти 110 ° західної довготи. Південні і північні кордони Альберти як і Саскачевана: на півдні це межа Канади і США або сорок дев'ята паралель, на півночі шестидесята паралель. Західні кордони Альберти вздовж піків Скелястих гір до 60-ї паралелі.
1906
Північно-Західні території були перейменовані (в назві до 1912 року був прибраний дефіс)

### 15 травня 1912

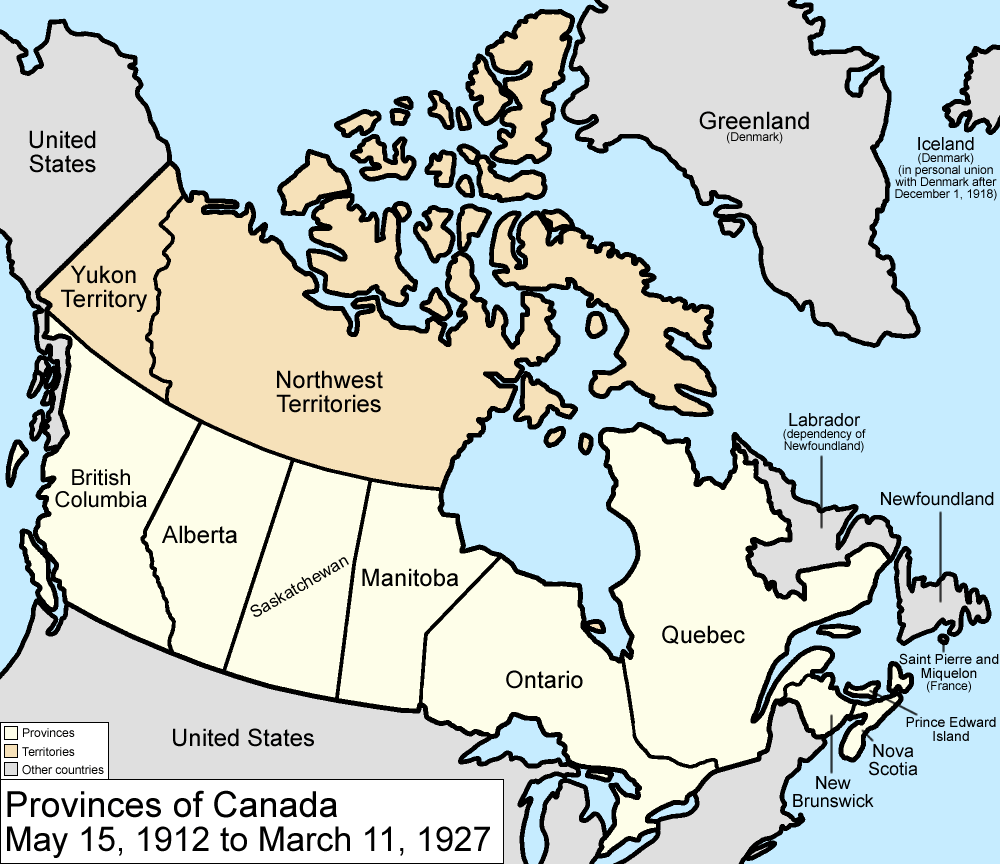
Канада у 1912—1927

Манітоба, Онтаріо, Квебек і розширили свою територію на північ до сучасних кордонів. Північно-Західні території з цього року стали включати землі на північ від 60-ї паралелі (крім островів Гудзонової затоки і затоки Джеймс). Вони поділялися на три округи: Ківатін, Макензі і Франклін.
1925
Межі Північно-Західних територій були розширені до Північного полюса . 

### 11 березня 1927

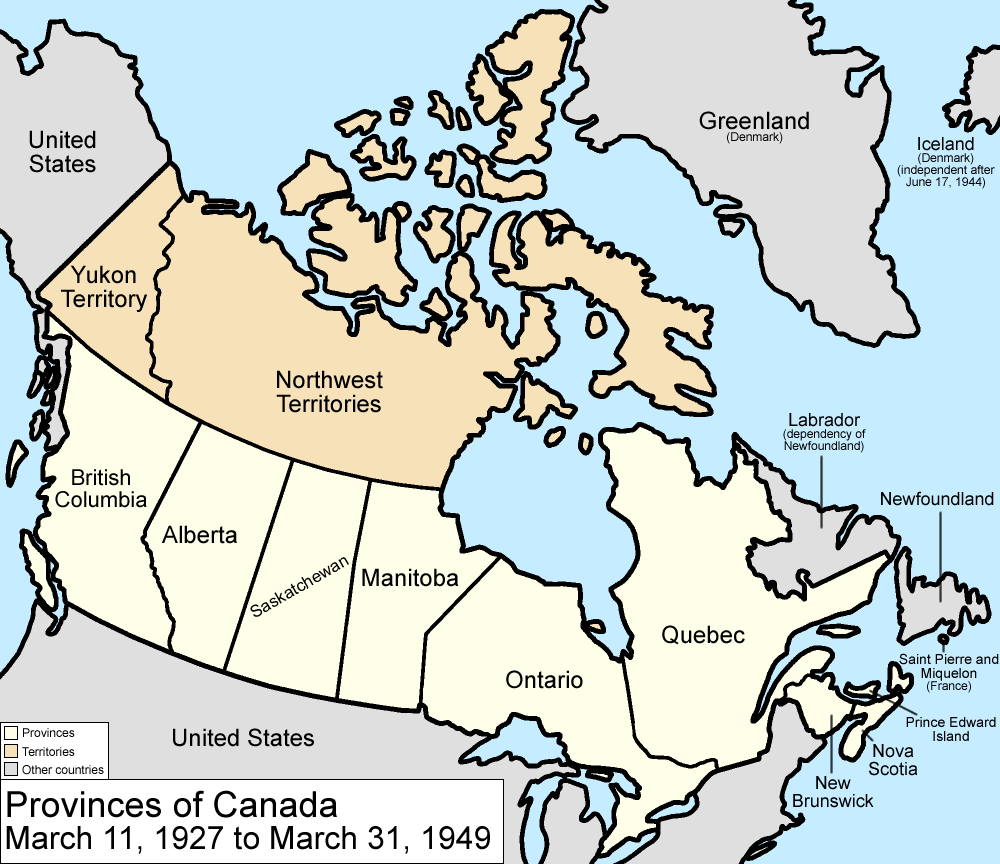
Канада у 1927—1949

Британська Таємна Рада в 1927 році вирішила Лабрадорську прикордонну суперечку між Лабрадором і Квебеком передавши частину земель домініону Канади - Домініон Ньюфаундленд.

### 11 листопада 1930
Норвегія поступилася Канаді острови Свердруп, в обмін на британське визнання норвезького суверенітету над островом Ян Маєн

### 31 березня 1949

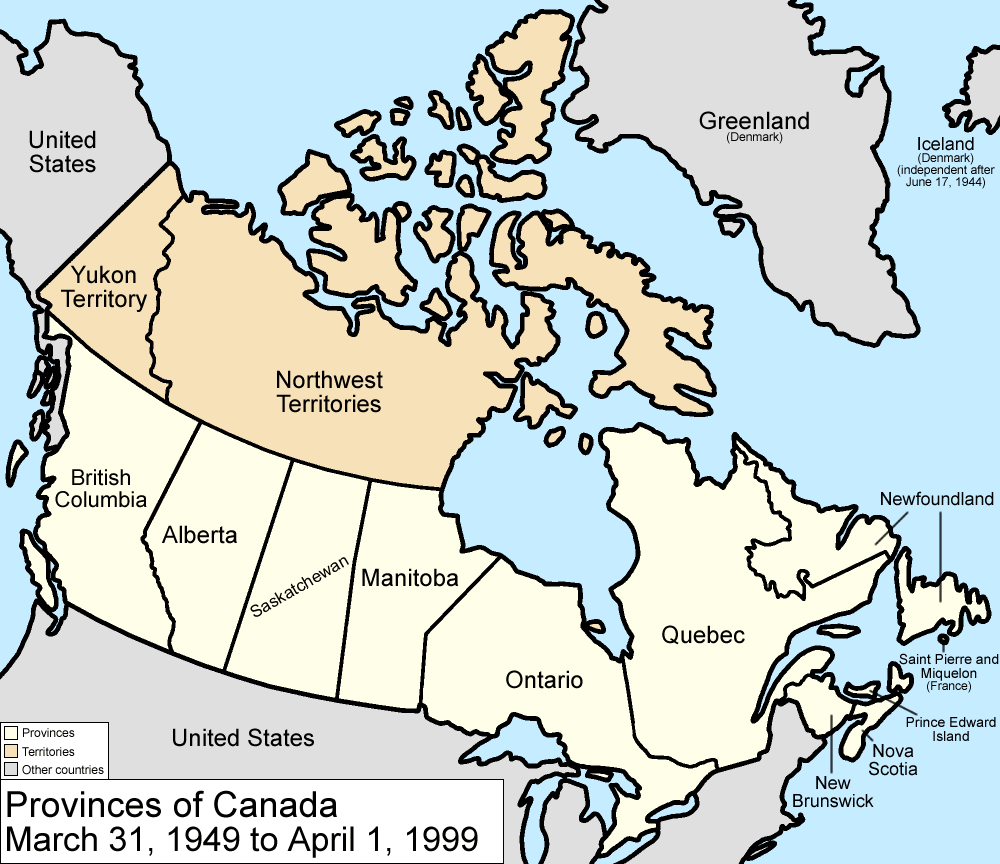
Канада у 1949—1999

Домініон Ньюфаундленд і його володіння Лабрадор, стають десятою провінцією Ньюфаундленд.

### 1 квітня 1999

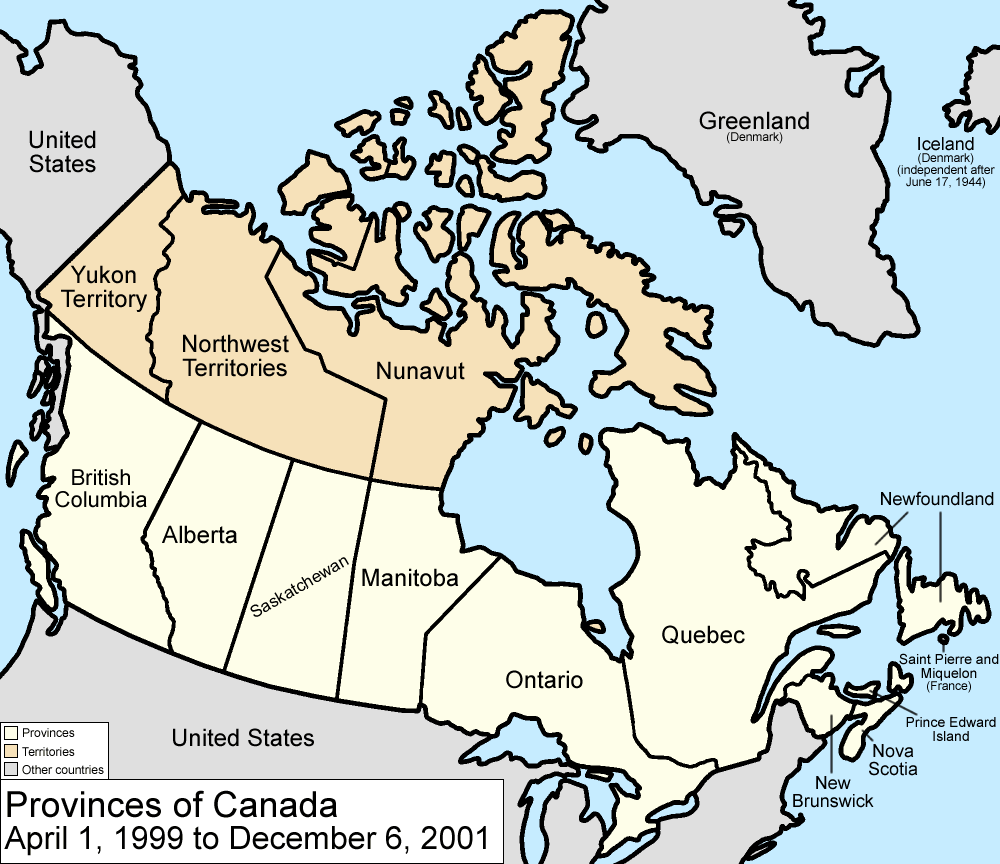
Канада у 1999—2001

З Північно-Західних територій була виділена територія Нунавут. Тимчасові округу як адміністративні області в Північно-західних територіях були скасовані.
6 грудня 2001

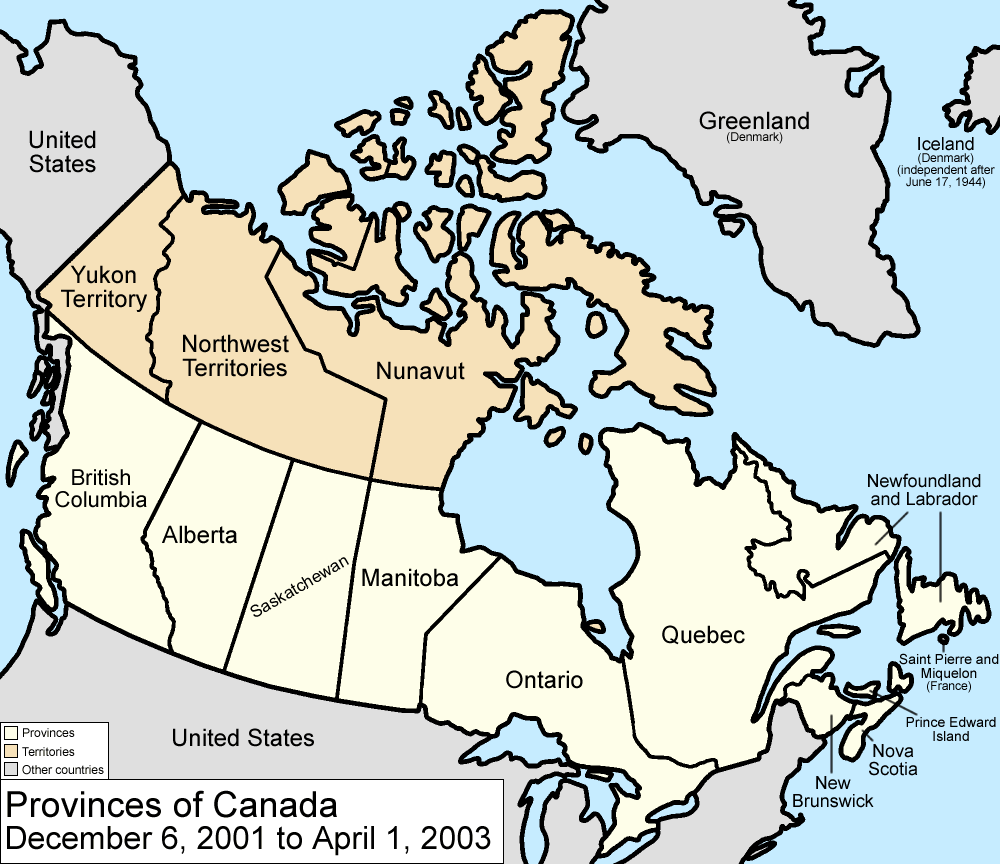
Канада в 2001—2003

Провінція Ньюфаундленд була перейменована у провінцію Ньюфаундленд і Лабрадор.
1 квітня 2003

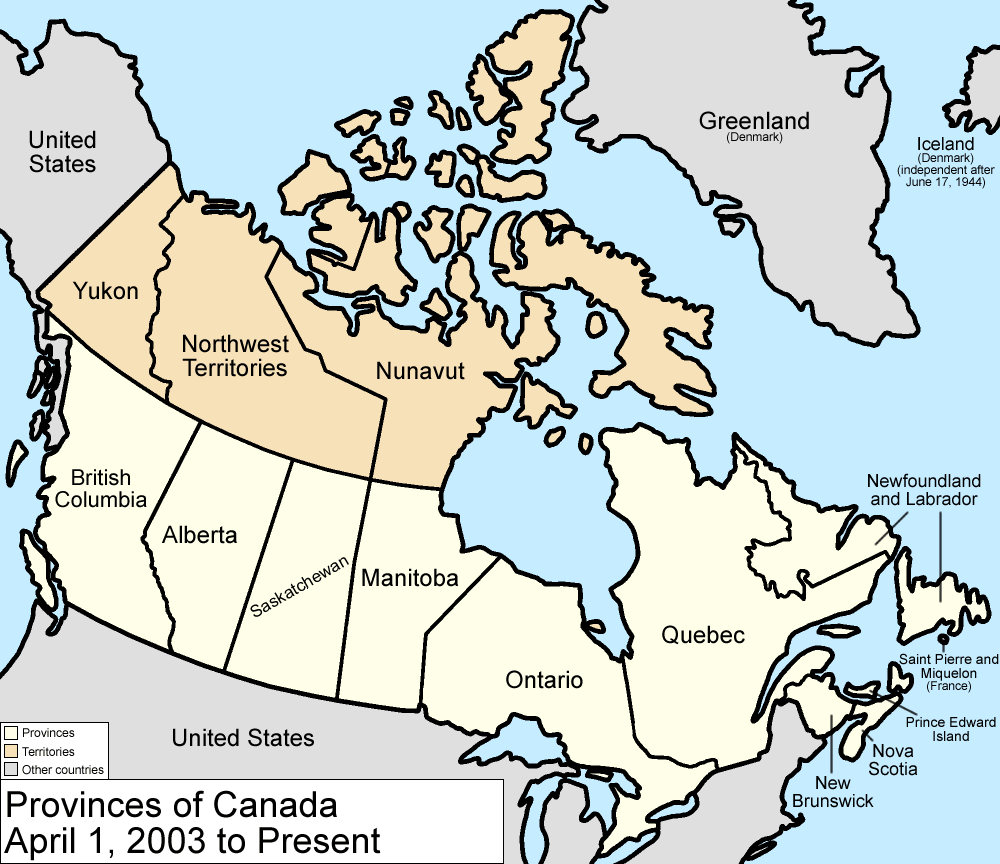
Канада в 2003—2010

Територія Юкон була перейменована в Юкон.